# Бакмил (станция метро)
«Бакмил» (азерб. Bakmil) — станция первой (Красной) линии Бакинского метрополитена и станция второй (Зелёной) линии Бакинского метрополитена. Расположена на подъездном пути к депо, в связи с этим посадка на станции осуществляется весьма нерегулярно; чаще всего поезда, прибывающие на станцию, следуют в депо. Поезд, следующий обратно на линию, будет, скорее всего, следующим из депо. Движение поездов от станции осуществляется по двум направлениям — до станций «Ичери Шехер» и «Дарнагюль». Движение до станции «Ази Асланов» технически невозможно согласно схеме путевого развития.

## Характеристика
Станция открыта 25 сентября 1970 года при продлении на один перегон от станции «Нариман Нариманов» с образованием вилочного движения. В момент открытия станция называлась «Деповская» («Платформа Депо») и представляла собой короткую платформу с маленьким вестибюлем. Движение поездов на станцию осуществлялось в пиковые часы, в остальное время существовали единичные рейсы, согласованные с началом и окончанием смен на окрестных заводах.
В 1978—1979 годах станция была реконструирована, построен новый большой вестибюль. 28 марта 1979 года открыта вновь под названием «Электрозаводская» (именно так, в русском варианте).
Станция находится в промышленном районе, рядом с метродепо. Также вблизи станции располагались Бакинский завод бытовых кондиционеров и совместное азербайджано-итальянское электропредприятие по производству бытовых кухонных приборов — «Бакмил», что расшифровывалось как «Баку — Милан». По имени этого предприятия станция получила своё нынешнее название «Бакмил» в 1992 году. Позднее оба предприятия прекратили своё существование, а название станции сохранилось.
«Бакмил» — станция наземного типа, с одной боковой платформой. До открытия станции «Ходжасан» 23 декабря 2022 года являлась единственной наземной станцией Бакинского метрополитена. Южнее станции «Бакмил» находится пешеходный мост над линией метро.